# 4-я кавалерийская дивизия (формирования 1922 г.)
4-я кавалерийская дивизия (4-я кд) — воинское соединение в РККА Вооружённых сил Украины и Крыма Советских Вооружённых сил Украинской Советской Социалистической Республики.

## История
Сформирована в ноябре 1922 года. Образована в период формирования 2-го кавалерийского корпуса из личного состава Кавалерийской бригады Г. И. Котовского, 3-й кавалерийской бригады 9-й кавалерийской дивизии, Бригады незаможных селян, Красногусарской Заволжской бригады. Дивизия находилась в районе города Бершадь.
В январе 1923 года 4-я кавалерийская дивизия переименована в 3-ю кавалерийскую дивизию. Дивизия входила в состав 2-го кк.
Управление дивизии дислоцировалось:
- Город Бершадь в Украинской ССР (ноябрь 1922 — …).

## Полное название
- 4-я кавалерийская дивизия

## Подчинение
| На дату                   | Фронт                                                    | Армия | Корпус                   |
| ноябрь 1922 — январь 1923 | Украинский военный округ Вооружённых сил Украины и Крыма |       | 2-й кавалерийский корпус |
| ------------------------- | -------------------------------------------------------- | ----- | ------------------------ |

## Командование
Командиры дивизии:
- Николай Николаевич Криворучко (11.1922 — 01.1923).